# جمهورية غوبتا (كتاب)
جمهورية غوبتا: قصة الاستيلاء على دولة (بالإنجليزية: The Republic of Gupta: A Story of State Capture) هو كتاب صادر عام 2017 من قبل الصحافي الاستقصائي بجنوب أفريقيا بيتر لويس ميبيرج.

## خلفية وملخص
تبحث جمهورية غوبتا في الأنشطة التجارية لعائلة غوبتا وكيف وصلوا إلى موقع يتمتع بهذه القوة والتأثير على رئيس جنوب إفريقيا جاكوب زوما. الكتاب عرض كثير من الأنشطة التجارية المثيرة للجدل لعائلة غوبتا من لعبة الكريكيت إلى أجهزة الكمبيوتر إلى الصحف والتلفزيون. يستكشف الكتاب نزاعهم مع الحامي العام ثولي مادونسيلا ومع وزير المالية برافين جوردهان الذي أدى إلى إقالته من قبل زوما. يبحث الكتاب أيضًا في الروابط الوثيقة الأخرى بين عائلة غوبتا وآخرين داخل السياسة والمجتمع في جنوب إفريقيا.

## استقبال
في صحيفة صنداي تايمز الجنوب أفريقية، أشاد الكاتب جرايم هوسكين بالكتاب ووصفه بأنه "رائع"، ويكتب هوسكين أن ميبيرج "يكشف عن تعطش عائلة غوبتا للسيطرة والحصول على الثروة من خلال التلاعب الفاحش.